# Championnat d'Angleterre de rugby à XV 1993-1994
Navigation
Courage League
 1992-1993 Courage League 1994-1995
Le Championnat d'Angleterre de rugby à XV 1993-1994, appelé Courage League 1993-1994 du nom de son sponsor, oppose les dix meilleures équipes anglaises de rugby à XV. Cette saison présente une innovation puisque toutes les équipes s'affrontent pour la première fois en matches aller et retour, chacune recevant et se déplaçant chez toutes les autres équipes au cours de la compétition. L'équipe première du classement final est sacrée championne et les deux dernières sont reléguées en seconde division.
Cette saison, les Newcastle Gosforth accèdent à l'élite et remplacent les London Scottish, les Saracens, west Hartlepool et les Rugby Lions tous les quatre relégués pour réduire la compétition à dix clubs. Le club de Bath Rugby domine la compétition et remporte un quatrième titre consécutif. Les London Irish et les Newcastle Gosforth sont relégués en Courage Clubs Championship.
Bath, Leicester, Wasps et Bristol se qualifient pour la première édition de la coupe d’Europe mais elle sera finalement annulée.

## Liste des équipes en compétition
La compétition oppose pour la saison 1993-1994 les dix meilleures équipes anglaises de rugby à XV :
| - Bath Rugby - Bristol Rugby - Gloucester RFC | - Harlequins - Leicester Tigers - London Irish - Newcastle Gosforth | - Northampton Saints - Orrell - Wasps |

## Classement de la phase régulière
| Rang | Club                   | J  | V  | N | D  | Pm  | Pe  | Diff | Pts |
| ---- | ---------------------- | -- | -- | - | -- | --- | --- | ---- | --- |
| 1    | Bath Rugby (T)         | 18 | 17 | 0 | 1  | 431 | 181 | +250 | 34  |
| 2    | Leicester Tigers       | 18 | 14 | 0 | 4  | 425 | 210 | +215 | 28  |
| 3    | Wasps                  | 18 | 10 | 1 | 7  | 362 | 340 | +22  | 21  |
| 4    | Bristol Bears          | 18 | 10 | 0 | 8  | 331 | 276 | +55  | 20  |
| 5    | Northampton Saints     | 18 | 9  | 0 | 9  | 305 | 342 | -37  | 18  |
| 6    | Harlequins             | 18 | 8  | 0 | 10 | 333 | 287 | +46  | 16  |
| 7    | Orrell RUFC            | 18 | 8  | 0 | 10 | 327 | 302 | +25  | 16  |
| 8    | Gloucester RFC         | 18 | 6  | 2 | 10 | 247 | 356 | -109 | 14  |
| 9    | London Irish           | 18 | 4  | 0 | 14 | 217 | 391 | -174 | 8   |
| 10   | Newcastle Gosforth (P) | 18 | 2  | 1 | 15 | 190 | 483 | -293 | 5   |

|  | Champion d'Angleterre (no 1).                                                  |
|  | Relégués en Courage Clubs Championship pour la saison 1994-1995 (no 9, no 10). |
|  | T : Tenant du titre 1993 • P : Promu 1993                                      |

Attribution des points: victoire sur tapis vert : 2, victoire : 2, match nul : 1, défaite : 0, forfait : -2.
Règles de classement: ??????

## Résultats des rencontres
L'équipe qui reçoit est indiquée dans la colonne de gauche.
| Clubs              | BAT   | BRI   | GLO   | HAR   | LEI   | LOI   | NEW   | NOR   | ORR   | WAS   |
| ------------------ | ----- | ----- | ----- | ----- | ----- | ----- | ----- | ----- | ----- | ----- |
| Bath Rugby         |       | 9-0   | 46-17 | 32-13 | 14-6  | 28-8  | 46-3  | 37-9  | 13-7  | 24-8  |
| Bristol Rugby      | 10-18 |       | 16-12 | 20-16 | 40-22 | 21-8  | 26-0  | 22-31 | 30-17 | 15-16 |
| Gloucester RFC     | 6-16  | 6-24  |       | 24-20 | 14-23 | 9-10  | 15-9  | 19-14 | 30-25 | 9-9   |
| Harlequins         | 12-14 | 15-20 | 38-20 |       | 13-25 | 30-15 | 12-6  | 15-7  | 13-20 | 22-17 |
| Leicester Tigers   | 9-6   | 21-9  | 28-8  | 3-10  |       | 38-3  | 66-5  | 36-9  | 23-18 | 38-6  |
| London Irish       | 31-32 | 0-16  | 12-15 | 7-33  | 10-22 |       | 17-19 | 13-16 | 19-6  | 14-29 |
| Newcastle Gosforth | 5-29  | 13-22 | 12-12 | 3-22  | 13-22 | 9-13  |       | 8-28  | 13-12 | 16-18 |
| Northampton Saints | 9-30  | 22-19 | 19-3  | 15-14 | 19-10 | 23-12 | 43-23 |       | 9-13  | 15-17 |
| Orrell             | 15-18 | 16-13 | 6-10  | 21-20 | 0-18  | 24-3  | 42-12 | 27-6  |       | 42-24 |
| Wasps              | 13-19 | 34-8  | 29-18 | 18-15 | 13-15 | 21-22 | 38-21 | 24-11 | 28-16 |       |

|  | Victoire à domicile |  | Match nul |  | Défaite à domicile |